# Baron Bagot

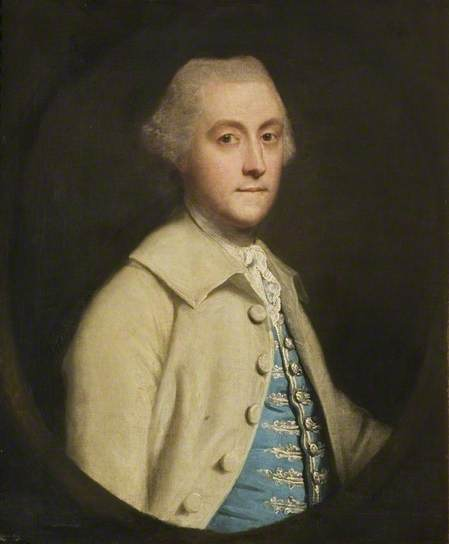
William Bagot, 1. Baron Bagot

Wappen der Barone Bagot

Baron Bagot, of Bagot's Bromley in the County of Stafford, ist ein erblicher britischer Adelstitel in der Peerage of Great Britain.

## Verleihung
Der Titel wurde am 17. Oktober 1780 für den Unterhausabgeordneten Sir William Bagot, 6. Baronet geschaffen. 1768 hatte er bereits von seinem Vater den Titel Baronet, of Blithfield Hall in the County of Stafford, geerbt, der seinem Vorfahren Hervey Bagot (1591–1660) am 31. Mai 1627 in der Baronetage of England verliehen worden war.
Heutiger Titelinhaber ist dessen Nachfahre Charles Bagot als 10. Baron.
Historischer Familiensitz der Barone ist Blithfield Hall, nördlich von Rugeley in Staffordshire.

## Liste der Barone Bagot (1780)
- William Bagot, 1. Baron Bagot (1728–1798)
- William Bagot, 2. Baron Bagot (1773–1856)
- William Bagot, 3. Baron Bagot (1811–1887)
- William Bagot, 4. Baron Bagot (1857–1932)
- Gerald Bagot, 5. Baron Bagot (1866–1946)
- Caryl Bagot, 6. Baron Bagot (1877–1961)
- Harry  Bagot, 7. Baron Bagot (1894–1973)
- Reginald Bagot, 8. Baron Bagot (1897–1979)
- Heneage Bagot, 9. Baron Bagot (1914–2001)
- Charles Bagot, 10. Baron Bagot (* 1944)

Mutmaßlicher Titelerbe (Heir Presumptive) ist der Onkel dritten Grades des aktuellen Titelinhabers, Richard Charles Villiers Bagot (* 1941).